# Auxopus
Genre
Auxopus Schltr. est un genre de plantes appartenant à la famille des Orchidaceae.

## Liste d'espèces
Selon Catalogue of Life (24 juillet 2017) :
- Auxopus kamerunensis Schltr.
- Auxopus letouzeyi Szlach., Mytnik, Rutk., Jerch. & Baranow
- Auxopus macranthus Summerh.
- Auxopus madagascariensis Schltr.

Selon World Checklist of Selected Plant Families (WCSP) (24 juillet 2017) :
- Auxopus kamerunensis Schltr. (1905)
- Auxopus letouzeyi Szlach., Mytnik, Rutk., Jerch. & Baranow (2010)
- Auxopus macranthus Summerh. (1951 publ. 1952)
- Auxopus madagascariensis Schltr. (1924)

Selon Tropicos (24 juillet 2017) (Attention liste brute contenant possiblement des synonymes) :
- Auxopus kamerunensis Schltr.
- Auxopus macranthus Summerh.
- Auxopus madagascariensis Schltr.